# Jiří Rohan
Jiří Rohan (Praga, Txecoslovàquia 1964) és un piragüista d'origen txec, ja retirat, guanyador de dues medalles olímpiques.
Va néixer el 13 de desembre de 1964 a la ciutat de Praga, capital en aquells moments de Txecoslovàquia i capital avui en dia de la República Txeca.

## Carrera esportiva
Va participar, als 27 anys, en els Jocs Olímpics d'Estiu de 1992 celebrats a Barcelona (Catalunya) en la prova masculina d'eslàlom en aigües braves on, al costat de Miroslav Šimek, aconseguí guanyar la medalla de plata en representació de Txecoslovàquia. En els Jocs Olímpics d'Estiu de 1996 realitzats a Atlanta (Estats Units) aconseguiren revalidar aquest metall, en aquesta ocasió sota pavelló de la República Txeca.
Al llarg de la seva carrera ha guanyat 3 medalles en el Campionat del Món de piragüisme en eslàlom, una de cada metall.